# Серау
Серау (Capricornis) е таксономичен род чифтокопитни бозайници от подсемейство Кози наподобяващи на външен вид на антилопи.

## Разпространение
Видовете от рода са разпространени в югоизточната част на Азия от Япония през Тайван до Суматра на изток и на запад от Индо-малайския полуостров и Хималаите до Китай.

## Описание
Представителите на рода са със среден размер на тялото. Покрити са с гъсто сива космена покривка, която варира по оттенък при различните видове. Представителите и на двата пола имат неголеми рога като при женските те са по-къси. Растителноядни са, движат се на стада от 4 до 6 индивида представени от самец и женски с малки.

## Класификация
Родът включва шест вида серау:
- Capricornis crispus (Temminck, 1836) – Японски серау
- Capricornis milneedwardsii David, 1869 – Китайски серау
- Capricornis rubidus Blyth, 1863 – Червен серау
- Capricornis sumatraensis (Bechstein, 1799) – Серау, суматренски серау
- Capricornis swinhoei Gray, 1862 – Тайвански серау
- Capricornis thar Hodgson, 1831 – Хималайски серау